# Francisc Baranyai
Francisc Baranyai (n. 3 octombrie 1923, Arad – d. 4 aprilie 2013, Arad) a fost un pictor român.
Studii: Institutul de Arte Plastice Ion Andreescu Cluj (profesori: Abodi Nagy Béla, Tibor Kádár, Catul Bogdan, Aurel Ciupe).
S-a specializat în restaurare și a ales să lucreze în laboratorul Muzeului Județean Arad.

## Biografie și expoziții
S-a născut la 3 octombrie 1923 la Arad. A studiat la Institutul de Arte Plastice “Ion Andreescu” Cluj (profesori Abody Nagy Béla, Kádár Tibor, Corneliu Baba,Catul Bogdan, Aurel Ciupe). 
- Revine în orașul natal, devenind membru activ al Filialei locale a UAP.
- Expune din 1956 pe simezele regionale organizate anual la Timișoara, iar din 1968, în cadrul manifestărilor județene, deschise la Arad.

## Expoziții

### Expoziții de grup
- Prezent în numeroase expoziții de grup și colective, republicane, omagiale, festive, organizate la Arad, Timișoara, București, Deva, Sibiu, Oradea, Baia Mare etc.

### Expoziții internaționale
- 1971, Békéscsaba,Ungaria;
- 1972, Szarvas, Ungaria; 1974-1979,
- Zrenjanin, Subotica, Iugoslavia;
- 1981, Orosháza, Ungaria;
- S-a specializat în problemele de restaurare, lucrând în laboratorul Muzeului Județean Arad.
- În colectiv cu Sever Frențiu a executat lucrarea monumentală de mozaic la Reșița.
- În colectiv cu Valeriu Brudașcu și Ionel Munteanu a restaurat Sala Cavalerilor din Deva.
- Are lucrări în colecții particulare din România, Germania, Franța, Italia, Ungaria, Israel, Norvegia, Canada, Spania etc.

### Expoziții personale
- 1984, Arad;
- 1999, Asperg și Darmstadt, Germania.
- În anul 1999 a primit “Premiul Special pentru pictură, pentru întreaga activitate artistică și pentru imaginea nudului în pictură.

## Lucrări și cronică
|  | ...Cariera artistică a lui Francisc Baranyai înseamnă o lungă galerie de portrete care nu urmăresc simpla și banala asemănare cu modelul, ci, mai ales, surprinderea unor stări de suflet. De la energia interioară până la melancolia și expresia inefabilă, portretistica lui Baranyai parcurge o gamă largă de stări sufletești. Modul în care folosește lumina este cel asemănător cu al maestrului Corneliu Baba. (…) Dar pictorul arădean e prea îndrăgostit de culoare pentru a se rezuma doar la clarobscur. Raporturile de închis-deschis nu se desfășoară niciodată pe toată adâncimea. Voința îl îndrumă, în cele mai multe lucrări, spre o combinare de mijloace. Pasiunea pentru culoare se manifestă cu deosebire în naturile statice. Așternută în a plat vibrația și intensitatea ei sunt obținute în mișcarea tușelor și jocul complementarelor. Existând, însă, în creația lui Baranyai sentimentul dureros al unei neîmpliniri pe măsura forțelor cele mai adânci ale sufletului său. Acest sentiment se degajă mai ales în compozițiile sale cu multe personaje. | — Horia Medeleanu |

|  | ...Într-o lume dominată tot mai insistent de pragmatism, de rigoare și de egoism, te bucură să întâlnești oameni sociabili și comunicativi, generoși și altruiști detașați de contingent, trăind cu savoare clipa, iradiind în jur căldură, bonomie, exuberanță. Un asemenea personaj plin de farmec, dominat de un admirabil sentiment fratern, este pictorul arădean Francisc Baranyai pentru care timpul se consumă sub vraja unui ademenitor statut de boem. Nu-l stârnește evidența scurgerii inexorabile a vremii, nu acuză ceva anume, nu solicită privilegii și nu se consideră nedreptățit, deși raportate la dimensiunea cu totul remarcabilă a talentului, veniturile îi sunt întâmplătoare și modeste. Are puterea să anuleze efectul unui amar posibil, cu rictusul unui surâs discret, de înțelept fortificat la școala dură a vieții trăită prin sine (…). Capitolul cel mai semnificativ și original al picturii lui Francisc Baranyai se bazează pe acele subtile abordări compoziționale în care figura umană ocupă locul central. Dar personajele, ce desfășoară gesturi și atitudini dintre cele mai diverse devin definitorii nu pentru anecdotica faptului curent, cât pentru poezia inefabilă a firii. Pe artist nu îl interesează spontaneitățile, veridicitatea instantaneului. El privește și tratează lumea cu pulsațiile și luminile unor decantări și rezonanțe ce sălășluiesc în străfundurile propriei ființe. A dorit să restituie umanității sentimente vitale de care nu rareori sufletul oricăruia dintre noi poate fi frustrat de mângâiere, împăcare, și vis. Ele nu sunt aduse de zborul păsărilor, ce populează și sfârtecă aluziv spațiul pictural, sau de duioasa companie animalieră (invocarea cea mai frecventă e a calului, simbol al fidelității). | — Negoiță Lăptoiu |